# Wideband Global SATCOM

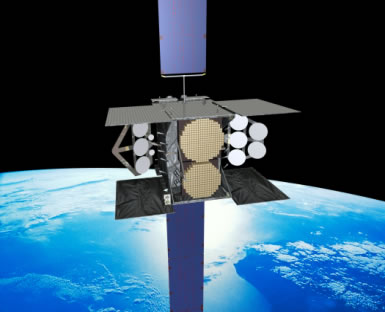
Эскиз спутника WGS на орбите.

Wideband Global SATCOM system, сокр. WGS (с англ. — «широкополосная глобальная спутниковая система связи») — высокопроизводительная спутниковая система связи Министерства обороны США.
WGS призвана со временем полностью заменить систему связи DSCS (англ. Defense Satellite Communication System — «оборонная система спутниковой связи»), три поколения спутников которой обеспечивали коммуникацию для армии США с 1966 года. Пентагон планирует вывести на геостационарную орбиту как минимум десять аппаратов WGS. Производительность каждого спутника WGS превосходит аппарат DSCS в десять раз, что позволяет пользователям обрабатывать и принимать данные гораздо быстрее.
Система состоит из космического сегмента (спутники), контролирующего сегмента (операторы) и конечного сегмента (потребители).
Система WGS позволяет Пентагону с высокой скоростью передавать данные между кораблями, подводными лодками, самолётами и наземными войсками, проводить видеоконференции в защищённом режиме, а также получать информацию о погоде. Услугами этих спутников пользуются также Белый дом, госдепартамент и некоторые союзники США, в частности доступом к системе пользуется Министерство обороны Австралии.

## Задача
Созвездие спутников WGS увеличивает коммуникационные возможности вооруженных сил США, Канады и Австралии, предоставляя дополнительную пропускную способность и коммуникации, возможности для тактического командования и контроля, коммуникации компьютеров; разведки, наблюдения и рекогносцировки (C4ISR); управления боем; и боевой информационной поддержки. Канада также собирается стать партнером.

## Аппарат

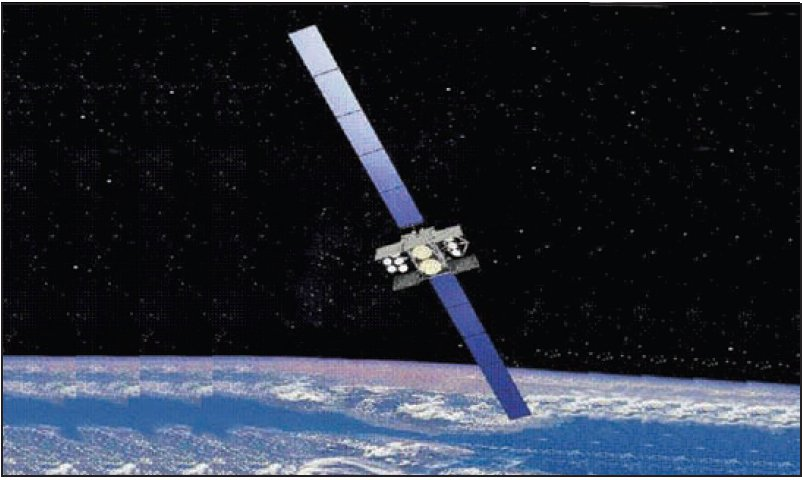
Эскиз спутника WGS с раскрытыми панелями солнечных батарей

Основным подрядчиком по созданию спутников выступает компания Boeing Satellite Systems. Спутник построен на базе космической платформы BSS-702HP. Стартовая масса спутника составляет 5987 кг. Размах крыльев солнечных батарей на орбите достигает 41 м. Мощность — 11 кВт. Ожидаемый срок службы — 15 лет.
Двигательная установка спутника включает основной (апогейный) жидкостный двигатель R-4D тягой 490 Н, использующий в качестве компонентов топлива монометилгидразин и тетраоксид диазота, а также систему ионных двигателей XIPS, для орбитальных корректировок и смены точки стояния.
Спутники WGS имеют 19 независимых зон покрытия, которые могут быть использованы по всему полю зрения каждого спутника между 65 градусом северной и южной широты:
- Восемь управляемых лучей X-диапазона, образованных отдельными передающими/приемными ФАР;
- 10 управляемых лучей Ka-диапазона формируются с помощью параболических антенн (при этом для троих лучей можно выбирать поляризацию), выбираемой поляризации;
- Один глобальный луч Х-диапазона.

## Список спутников
Первый блок спутников (Block I) включал в себя аппараты WGS 1, 2 и 3, контракт на их создание был подписан в начале 2001 года. В октябре 2006 был подписан контракт на ещё 3 аппарата суммой 1,067 млрд долларов, дав начало второму блоку спутников (Block II). 23 августа 2010 года был предварительно заказан седьмой спутник, в сентябре 2011 был подписан окончательный контракт с опцией на 8-й и 9-й аппараты. Опции подтвердили в декабре 2011 и январе 2012 года, соответственно. Последний, десятый аппарат был заказан в июне 2012 года.
В апреле 2019 года компания Boeing получила контракт стоимостью 605 млн долл. на создание 11-го спутника системы.
| Спутник                         | Дата/время запуска (UTC) | Космодром         | Ракета-носитель  | NSSDC ID SCN    | Зона покрытия                                       | Статус      |
| ------------------------------- | --- | ----------------- | ---------------- | --------------- | --------------------------------------------------- | ----------- |
| Block I                         | |                   |                  |                 |                                                     |             |
| WGS 1 (USA-195)                 | 11.10.2007, 00:11 | Канаверал SLC-41  | Atlas V (421)    | 2007-046A 32258 | USPACOM                                             | действующий |
| WGS 1 (USA-195)                 | |                   |                  |                 |                                                     |             |
| WGS 2 (USA-204)                 | 04.04.2009, 00:31 | Канаверал SLC-41  | Atlas V (421)    | 2009-017A 34713 | USCENTCOM, Афганистан, Ирак                         | действующий |
| WGS 2 (USA-204)                 | |                   |                  |                 |                                                     |             |
| WGS 3 (USA-211)                 | 06.12.2009, 01:47 | Канаверал SLC-37B | Delta IV M+(5,4) | 2009-068A 36108 | USEUCOM, USAFRICOM, Средний Восток                  | действующий |
| WGS 3 (USA-211)                 | |                   |                  |                 |                                                     |             |
| Block II                        | |                   |                  |                 |                                                     |             |
| WGS 4 (USA-233)                 | 20.01.2012, 00:38 | Канаверал SLC-37B | Delta IV M+(5,4) | 2012-003A 38070 | USCENTCOM, USPACOM                                  | действующий |
| WGS 4 (USA-233)                 | |                   |                  |                 |                                                     |             |
| WGS 5 (USA-243)                 | 25.05.2013, 00:27 | Канаверал SLC-37B | Delta IV M+(5,4) | 2013-024A 39168 | USNORTHCOM, USSOUTHCOM, USSTRATCOM, USTRANSCOM, MDA | действующий |
| WGS 5 (USA-243)                 | |                   |                  |                 |                                                     |             |
| WGS 6 (USA-244)                 | 08.08.2013, 00:29 | Канаверал SLC-37B | Delta IV M+(5,4) | 2013-041A 39222 | USPACOM, Океания                                    | действующий |
| WGS 6 (USA-244)                 | Создание шестого спутника и необходимой наземной инфраструктуры было профинансировано правительством Австралии на сумму $822,7 млн, взамен на возможность совместного пользования системой WGS.                             |                   |                  |                 |                                                     |             |
| Block II Follow-On (дополнение) | |                   |                  |                 |                                                     |             |
| WGS 7 (USA-263)                 | 24.07.2015, 00:07 | Канаверал SLC-37B | Delta IV M+(5,4) | 2015-036A 40746 | Средний Восток, Юго-Восточная Азия, Австралия       | действующий |
| WGS 7 (USA-263)                 | |                   |                  |                 |                                                     |             |
| WGS 8 (USA-272)                 | 07.12.2016, 23:53 | Канаверал SLC-37B | Delta IV M+(5,4) | 2016-075A 41879 |                                                     | действующий |
| WGS 8 (USA-272)                 | На этот и последующие аппараты устанавливается улучшенное оборудование, позволяющее почти вдвое повысить пропускную способность спутника, с 6 до 11 Гбит/с. Стоимость спутника — $426 млн.                                  |                   |                  |                 |                                                     |             |
| WGS 9 (USA-275)                 | 19.03.2017, 00:18 | Канаверал SLC-37B | Delta IV M+(5,4) | 2017-016A 42075 |                                                     | действующий |
| WGS 9 (USA-275)                 | Финансирование ($424 млн.) для девятого спутника предоставили совместно Канада, Дания, Люксембург, Нидерланды и Новая Зеландия, в рамках программы дальнейшего привлечения международных партнёров к использованию системы. |                   |                  |                 |                                                     |             |
| WGS 10 (USA-291)                | 16.03.2019, 00:26 | Канаверал SLC-37B | Delta IV M+(5,4) | 2019-014A 44071 |                                                     | запущен     |
| WGS 10 (USA-291)                | |                   |                  |                 |                                                     |             |